# Moulin de Cierreux
L'ancien moulin de Cierreux est un immeuble classé situé dans le village de Cierreux faisant partie de la commune de Gouvy en Belgique (province de Luxembourg).

## Localisation
Cet ancien moulin à eau se situe dans la partie basse et occidentale du village ardennais de Cierreux, au no 14, sur la rive droite du Glain, à quelques mètres au nord de l'ancienne tannerie Beaupain, bâtiment également classé, et à 90 mètres à vol d'oiseau de la route nationale 68. Trois étangs toujours présents en amont alimentaient un bief qui coulait vers la tannerie et le moulin.

## Historique
Un moulin banal est mis en fonction à Cierreux au cours du XVIe siècle lorsque le comte de Salm y autorise l’implantation. Il est mentionné vers 1600,. De cette époque, il subsiste quelques parties originales. La construction d'une partie du bâtiment actuel date de 1789. Ce millésime apparaît sur une potale de grès dressée entre le bief d'amenée d'eau et le Glain. D'autres parties sont construites au cours du siècle suivant. Dans la seconde moitié du XIXe siècle, la roue à aubes et la fosse sont couvertes.

## Description
Le bâtiment aux dimensions d'environ 20 mètres sur 14 mètres est réalisé en moellons de grès d'Ardenne, enduits puis chaulés sur l'ensemble sous une toiture peu inclinée d'ardoises. Les façades du moulin comptent un niveau et demi et les pignons trois niveaux. La roue à aubes et le mécanisme sont encore présents à l’intérieur de la bâtisse.

## Classement et protection
Le moulin (façades, toitures et salles de meunerie équipées), la tannerie Beaupain (façades e toitures), le vieux pont du moulin, le bief du moulin, y compris ses vannes, la chute d'eau, la roue et le tunnel de sortie à Cierreux ainsi que l'ensemble formé par cette construction et leurs abords sont repris sur la liste du patrimoine immobilier classé de Gouvy depuis le 22 septembre 1982. L'ancien moulin est un immeuble privé et ne se visite pas.